# Strongylaspis bullata
Strongylaspis bullata là một loài bọ cánh cứng trong họ Cerambycidae.